# Falacia del centro de atención
En lógica, la falacia del centro de atención es una falacia que se produce cuando una persona asume que todos los miembros o casos de un cierto grupo, clase o tipo son como esos pocos en el punto de mira, que reciben la mayor atención o cupo de atención de los medios de comunicación. Esta línea de razonamiento es falaz y conduce a los tópicos. Por ejemplo, si los medios publicitan a un asesino en serie de una población no quiere decir que todos los miembros de la población sean asesinos.